# Прегача (одећа)
Прегача (енгл. loincloth), комад коже, тканине или другог материјала, ношен обмотан око бедара или окачен о појас како би прекрио полне органе. Један од најстаријих и најједноставнијих делова одеће, често једини комад одеће код многих народа у прошлости.

## Историја

### Стари Египћани
Производња ланеног платна у Старом Египту почела је још у прединастичком периоду, а у доба Старог краљевства достигла је знатан развој. Судећи по представама у староегипатској уметности (статуе, фреске), ланене прегаче биле су основна и често једина одећа мушкараца из свих друштвених слојева, од фараона до земљорадника и робова.

### Амерички староседеоци
По шпанским изворима, прегаче су биле обавезни, и често једини комад одеће већине америчких староседелаца у доба открића и колонизације Западне Индије и Мексика (1492-1521). Тако је једина одећа народа Таино на Хаитију и другим острвима Западне Индије био мали комад памучне тканине, величине длана, везан памучном пантљиком око појаса како би сакрио гениталије. Код народа Маја на Јукатану, сви слојеви становништва, од погавица до робова, носили су памучне прегаче и огртаче везане око врата као једине делове одеће, који су се разликовали по квалитету израде и материјала. Код староседелаца источне обале Јужне Америке, од залива Ураба до Бразила, мушкарци су носили велику љуштуру пужа или шкољке окачену о памучну пантљику везану око појаса.